# Eduardo Uriarte Romero
Eduardo Uriarte Romero (Sevilla, 1945), més conegut com a Teo Uriarte, és un polític basc d'origen andalús. El 1953 es traslladà amb la seva família al País Basc i el 1964 ingressà a ETA. Fou detingut per la policia el 1969 i implicat en el macroprocés conegut com a Procés de Burgos, en el qual fou condemnat a pena de mort. La pena li fou commutada per la pressió internacional, i juntament amb Mario Onaindia Natxiondo fou traslladat de presó en presó per Còrdova i Cáceres fins que es beneficià de l'amnistia de 1977. Fou un dels fundadors d'Euskadiko Ezkerra (EE), partit amb el qual fou elegit diputat a les eleccions al Parlament Basc de 1980. Posteriorment, el 1993 fou un dels promotors de la fusió d'EE amb el Partit Socialista d'Euskadi, amb qui fou tinent d'alcalde de Bilbao. Darrerament ha estat nomenat gerent de la Fundacion para la Libertad amb Nicolás Redondo Terreros i Edurne Uriarte, cosa que l'ha portat a enfrontaments dialèctics amb l'Associació de Víctimes del Terrorisme i a mostrar-se crític amb la política antiterrorista de José Luís Rodríguez Zapatero.